# Mine de New Cornelia
La mine de New Cornelia est une ancienne mine de cuivre à ciel ouvert située en Arizona, près de la localité d'Ajo, dans le désert de Sonora. Exploitée industriellement à partir de 1915, elle a fermé en 1983.

## Histoire
Les amérindiens ont longtemps exploité des veines de cuivre superficielles près d'Ajo pour leurs pigments : l'oxyde de cuivre rouge et le carbonate de cuivre vert. Dans les années 1750, des mineurs espagnols ont fait des puits de sondage, mais la quantité de cuivre extraite est inconnue. En 1854, la région est devenue américaine (achat Gadsden) et quelques cargaisons de minerai de cuivre ont été expédiés à Swansea, au Pays de Galles, mais les coûts de transport étaient trop élevés et la mine a été abandonnée.
L'exploitation du gisement a été retardée par sa situation reculée dans le désert de Sonora. Le minerai de cuivre était trop pauvre pour qu'il soit rentable de l'envoyer vers un haut fourneau et devait être concentré sur place. En 1900, des hommes d'affaires de Saint-Louis (Missouri) ont créé la Cornelia Copper Company pour exploiter le gisement, mais ils ont été victimes de charlatans en essayant de trouver un procédé d'exploitation efficace. En 1906, ils ont passé contrat avec un certain Fred McGahan pour construire son « fourneau à vide », mais dès l'année suivante ils l'ont attaqué en justice pour avoir obtenu de l'argent grâce à de fausses affirmations. La compagnie s'est ensuite entendue avec un autre inventeur pour traiter le minerai selon un « procédé Anderson », qui s'est révélé tout aussi inefficace que celui de McGahan. Un membre de l'Institut d'études géologiques des États-Unis a plus tard décrit ces deux procédés comme « faisant partie des plus bizarres jamais envisagés dans l'exploitation minière américaine ». L'expert Horace Stevens a écrit à ce sujet : 

« Les directeurs de la Cornelia sont des habitants de Saint-Louis et des environs, hautement considérés dans leur région, et parfaitement sincères dans leurs opérations, mais ils manquent totalement de connaissances pratiques en matière d'extraction du cuivre et sont enclins à beaucoup trop d'expérimentation avec les nouveaux procédés. »

Minéraux extraits de la mine.
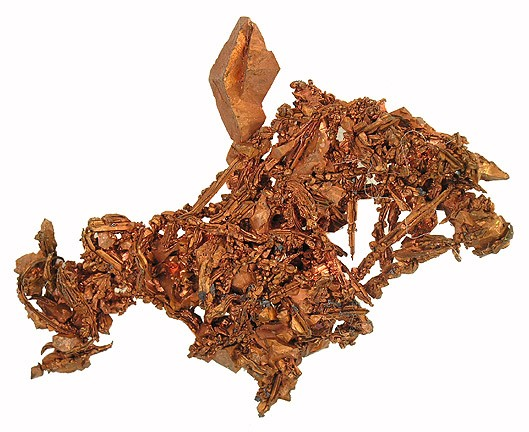
Cuivre natif.
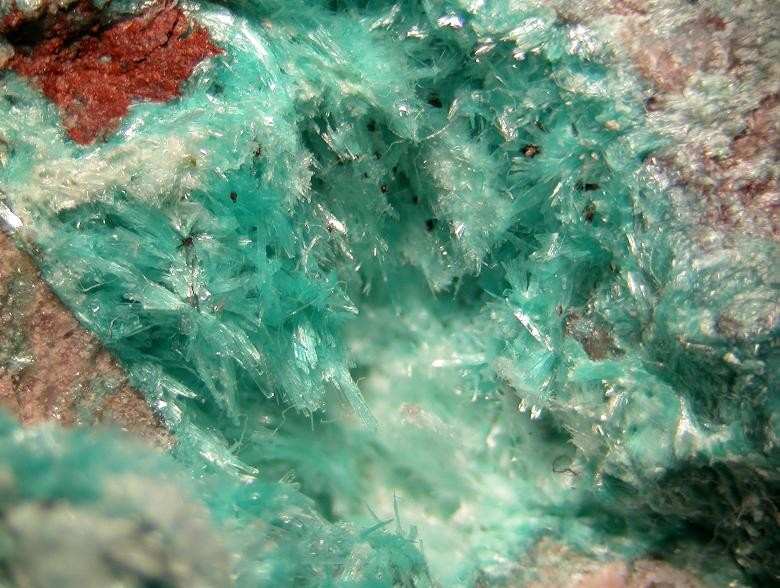
Ajoïte.
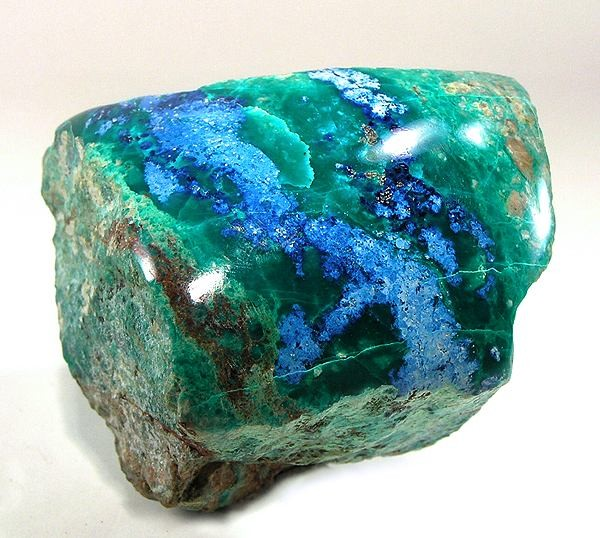
Shattuckite (bleue) et malachite (verte) — exemplaire poli.

La compagnie s'est réorganisée sous le nom de New Cornelia Mining Company. En 1911, la Calumet and Arizona Mining Company, qui avait déjà un mine importante à Bisbee, a pris une option d'achat sur 70% des actions de New Cornelia. Calumet and Arizona a confirmé l'existence d'un grand gisement de carbonate de cuivre et exercé son option. La compagnie a ensuite trouvé un moyen de traiter le minerai et localisé une source d'eau suffisante plusieurs kilomètres au nord. Une usine pilote a commencé à fonctionner en 1915 et une voie de chemin de fer passant par Gila Bend a été terminée en 1916.

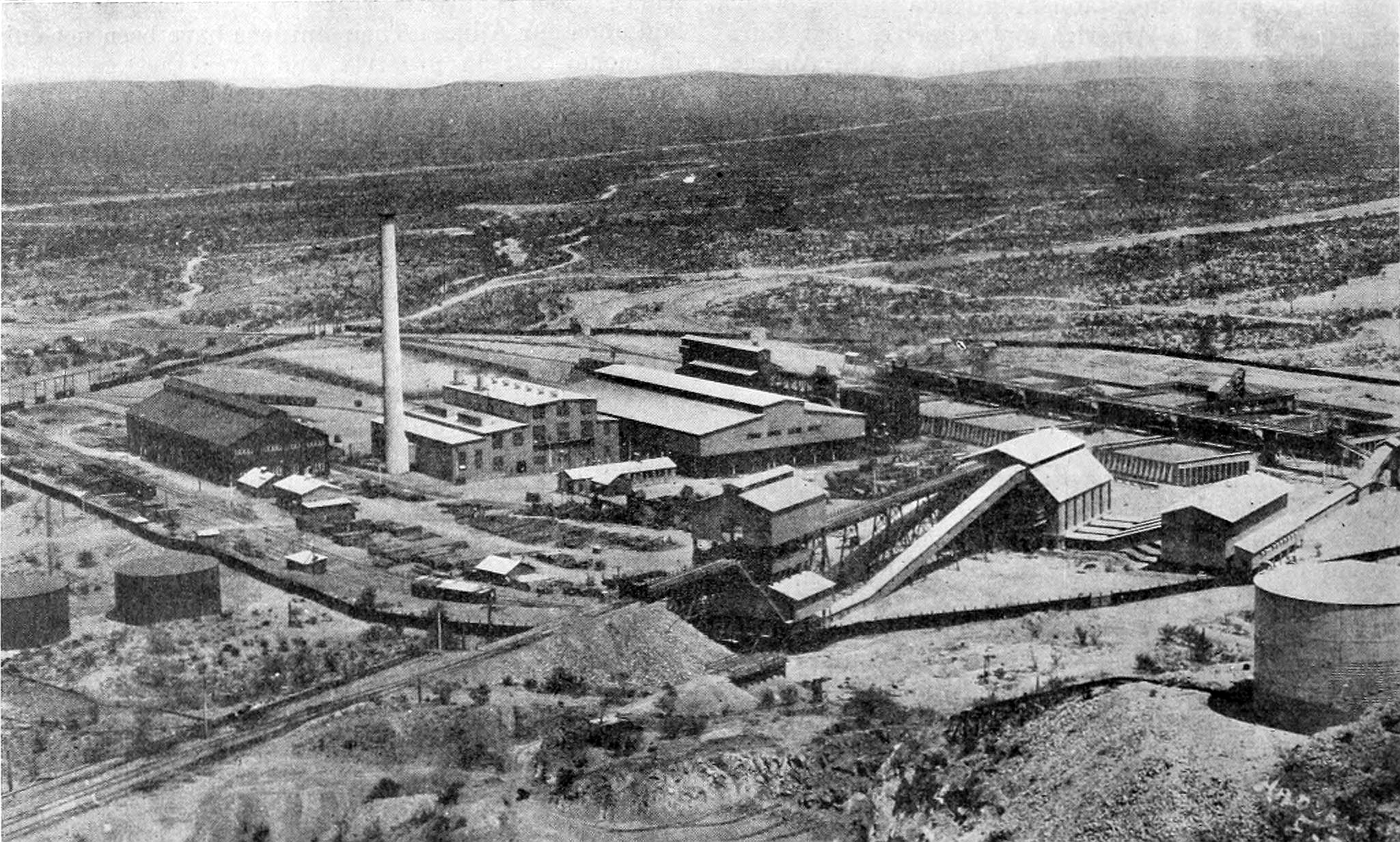
Les installations de la mine en 1922.

L'exploitation à grande échelle avec des pelleteuses à vapeur a commencé en 1917, faisant de New Cornelia la première grande mine à ciel ouvert de l'Arizona. L'extraction et le traitement du minerai de sulfate de cuivre, moins riche, a commencé en 1924.
New Cornelia est passé sous le contrôle de Phelps Dodge en 1931, lorsque Calumet and Arizona a fusionné avec cette compagnie. Elle est ensuite passée sous le contrôle de Freeport McMoRan Copper & Gold Corporation, lorsque celle-ci a racheté Phelps Dodge en 2007 pour devenir le plus gros producteur de cuivre du monde.
La mine avait cependant fermé en 1983 du fait du bas prix du cuivre et de problèmes syndicaux. Certain sous-produits de l'extraction et du raffinage sont actuellement revendus pour d'autres usages par Minerals Research and Recovery corporation selon un contrat passé avec Freeport McMoRan (2012). La production totale de la mine a été de 2,860 milliards de tonnes de cuivre, valant environ 20,8 milliards de dollars au cours de 2010.